# أوتاتن (سيدي عبد الله أو بلعيد)
أوتاتن هي إحدى مشيخات المملكة المغربية، تتبع جغرافيا لإقليم سيدي إفني وإداريًا لسيدي عبد الله أو بلعيد. يقدر عدد سكانها بـ 2861 نسمة حسب الإحصاء الرسمي للسكان والسكنى لسنة 2004.